# Carrollton (Kentucky)
Carrollton és una població dels Estats Units a l'estat de Kentucky. Segons el cens del 2000 tenia 3.846 habitants.

## Demografia
Segons el cens del 2000, Carrollton tenia 3.846 habitants, 1.598 habitatges, i 987 famílies. La densitat de població era de 662,9 habitants/km².
Dels 1.598 habitatges en un 27,7% hi vivien nens de menys de 18 anys, en un 43% hi vivien parelles casades, en un 14,7% dones solteres, i en un 38,2% no eren unitats familiars. En el 33,9% dels habitatges hi vivien persones soles el 16,2% de les quals corresponia a persones de 65 anys o més que vivien soles. El nombre mitjà de persones vivint en cada habitatge era de 2,29 i el nombre mitjà de persones que vivien en cada família era de 2,9.
Per edats la població es repartia de la següent manera: un 23% tenia menys de 18 anys, un 9,9% entre 18 i 24, un 27,3% entre 25 i 44, un 22,1% de 45 a 60 i un 17,7% 65 anys o més.
L'edat mediana era de 38 anys. Per cada 100 dones de 18 o més anys hi havia 90,2 homes.
La renda mediana per habitatge era de 29.818 $ i la renda mediana per família de 41.193 $. Els homes tenien una renda mediana de 32.563 $ mentre que les dones 20.000 $. La renda per capita de la població era de 14.376 $. Entorn del 13,9% de les famílies i el 20,2% de la població estaven per davall del llindar de pobresa.

## Poblacions més properes
El següent diagrama mostra les poblacions més properes.